# Tracadie-Sheila
Tracadie-Sheila is een plaats (town) in de Canadese provincie New Brunswick en telt 4474 inwoners (2006). De oppervlakte bedraagt 24,64 km².

## Galerij

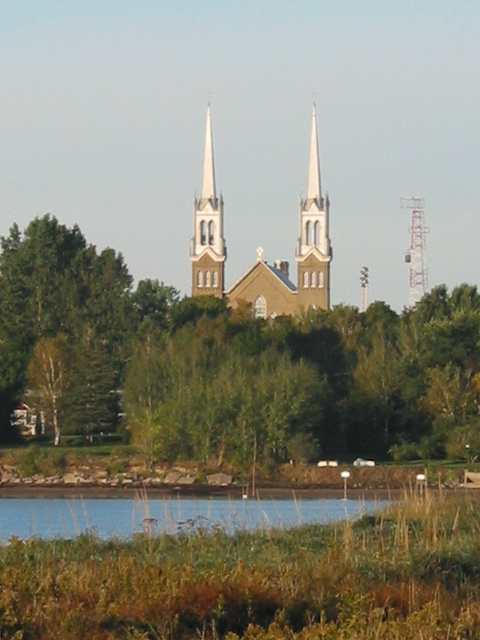
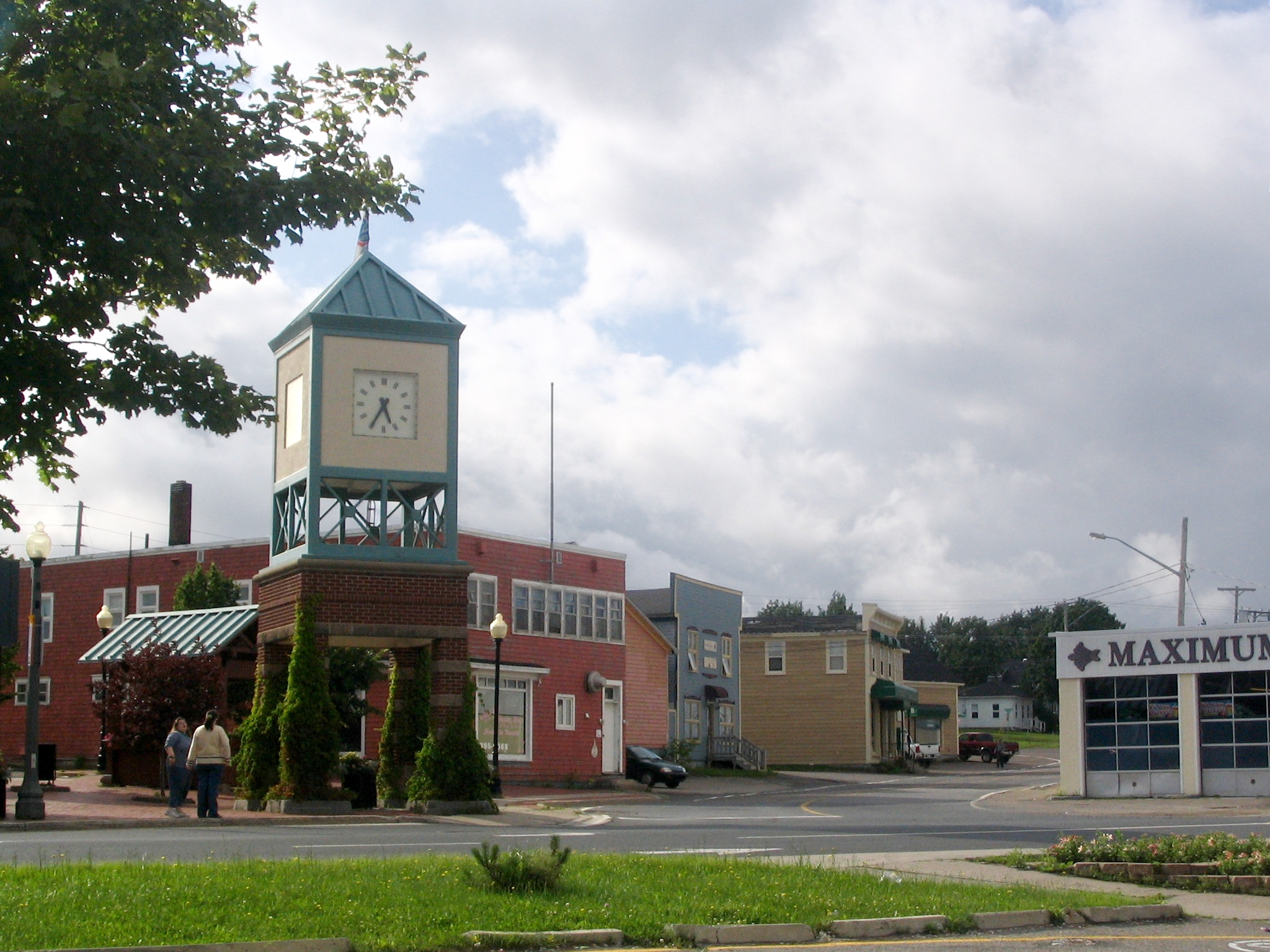
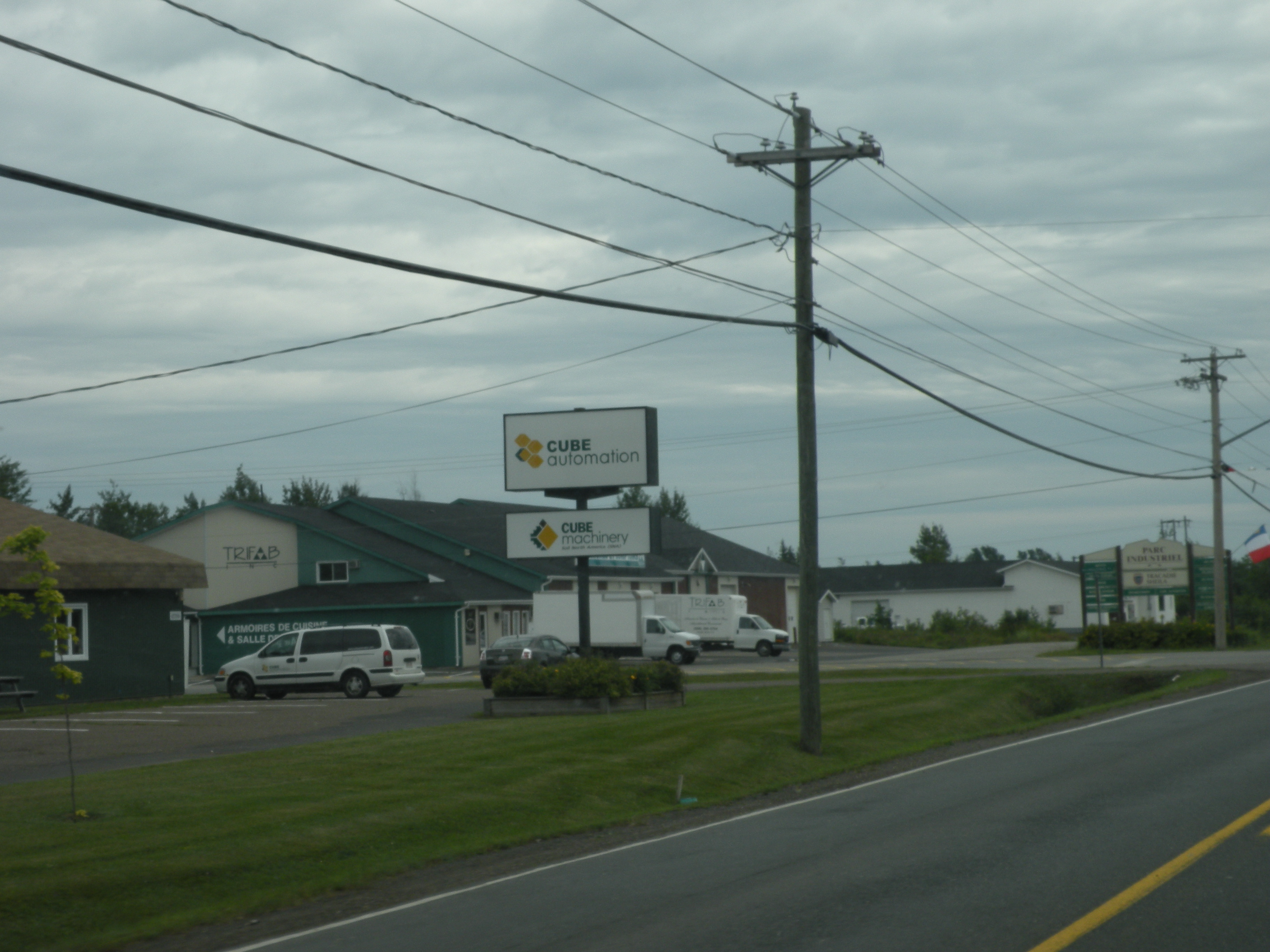
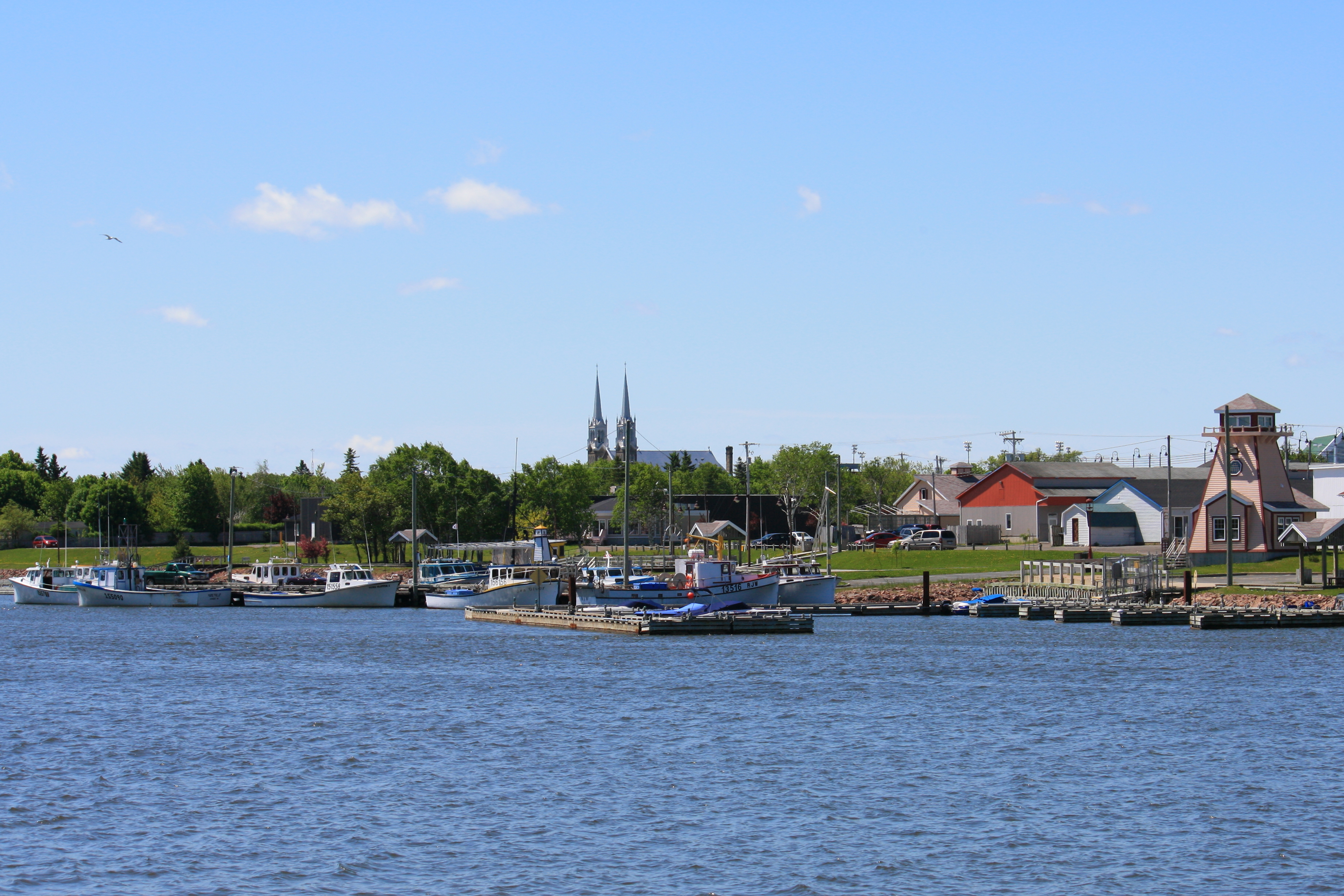